# Ixorida bivittata
Ixorida bivittata är en skalbaggsart som beskrevs av Heller 1898. Ixorida bivittata ingår i släktet Ixorida och familjen Cetoniidae. Inga underarter finns listade i Catalogue of Life.